# Megastylus pectoralis
Megastylus pectoralis är en stekelart som först beskrevs av Forster 1871.  Megastylus pectoralis ingår i släktet Megastylus och familjen brokparasitsteklar. Arten är reproducerande i Sverige. Inga underarter finns listade i Catalogue of Life.